# Tončo Tončev
Tončo Dimitrov Tončev (in bulgaro Тончо Димитров Тончев?; Sliven, 1º dicembre 1972) è un ex pugile bulgaro.

## Palmarès

### Olimpiadi
- 1 medaglia:
  - 1 argento (Atlanta 1996 nei pesi leggeri)

### Europei dilettanti
- 1 medaglia:
  - 1 argento (Vejle 1996 nei pesi leggeri)